# Saint-Père, Ille-et-Vilaine

Saint-Père este o comună în departamentul Ille-et-Vilaine, Franța. În 1 ianuarie 2022 avea o populație de 2.399 de locuitori.